# Neagu Djuvara
Neagu Bunea Djuvara (ro; 18 de agosto de 1916 – 25 de janeiro de 2018) foi um historiador, ensaísta, filósofo, jornalista, romancista e diplomata romeno.

## Biografia

### Primeiros anos
Nascido em Bucareste, Djuvara era descendente de uma família aristocrática aromana. Seu pai, Marcel, formado pela Technische Hochschule de Charlottenburg (atualmente Universidade Técnica de Berlim) e capitão do Corpo de Engenheiros do Exército Real Romeno, morreu vítima da Gripe espanhola em 1918; sua mãe, Tinca, era a última descendente da família Grădișteanu, de origem boiarda. Os tios de Djuvara, Trandafir e Alexandru Djuvara, foram figuras públicas notáveis.
Djuvara nasceu durante a Primeira Guerra Mundial; quando bebê, foi levado pela família para Iași após a ocupação do sul da Romênia pelas Potências Centrais, e depois, através do Império Russo, para a Bélgica, onde Trandafir Djuvara era Ministro Plenipotenciário.
Ele cursou o lycée em Nice, na França, e se formou em Letras (1937) e Direito (1940) na Universidade de Paris (sua tese de Direito tratou da legislação antissemita promulgada pelos governos do rei Carol II da Romênia).
Djuvara afirmou posteriormente que, à época, suas simpatias políticas pendiam à extrema-direita: tornou-se apoiador da organização fascista Guarda de Ferro e participou dos distúrbios de fevereiro de 1934 contra o governo radical-socialista francês de Édouard Daladier.
Durante a Segunda Guerra Mundial, voltou à Romênia, casou-se e teve uma filha. Ele ingressou nas Forças Armadas Romenas e foi destacado para Ploiești sob o governo nacional legionário da Guarda de Ferro.

### Diplomata
Posteriormente, Djuvara decidiu ingressar no corpo diplomático romeno, foi aprovado em concurso e enviado pelo Ministro das Relações Exteriores Mihai Antonescu como correio diplomático à Suécia, justamente no dia em que Ion Antonescu foi deposto por um golpe de Estado e a Romênia saiu do Eixo para se juntar aos Aliados (23 de agosto de 1944).
Sua missão era informar o embaixador romeno em Estocolmo, Frederic Nanu, para que sondasse a representante soviética Alexandra Kollontai sobre a validade de termos anteriores propostos por Josef Stalin para a paz com a Romênia, sem informar os Aliados Ocidentais.
Djuvara, em retrospectiva, contestou as alegações de Nanu de que Antonescu teria sinalizado disposição de transferir o poder ao rei Mihai I da Romênia. Segundo ele, a proposta soviética previa a ocupação total da Romênia pelo Exército Vermelho, com exceção de um condado aleatório no oeste do país como centro administrativo provisório, além de um prazo de 15 dias para a Romênia alcançar um armistício com a Alemanha Nazista — o que considerava irrealista. Ele afirmou: "Nem eu nem Nanu estávamos autorizados a assinar qualquer documento ou iniciar um processo de paz".
Nomeado secretário de legação em Estocolmo pelo governo de Constantin Sănătescu, foi demitido após a nomeação de Ana Pauker como Ministra das Relações Exteriores (1947).

### Exílio
Acusado de espionagem e julgado à revelia durante os julgamentos públicos promovidos após o Caso Tămădău pelo regime comunista da República Socialista da Romênia, decidiu permanecer no exterior. Mudou-se para Paris, onde se envolveu com causas anticomunistas e a comunidade de exilados romenos. Trabalhou brevemente na Organização Internacional para Refugiados, participou do Comitê Nacional Romeno (1948) e ajudou a coordenar lançamentos de paraquedistas em apoio à resistência anticomunista romena — a maioria capturada pela Securitate. Deixou o comitê em 1951 e passou a colaborar com a revista exilada Casa Românească.
Em 1961, transferiu-se para o Níger, onde atuou como assessor do Ministério das Relações Exteriores do Níger até 1984. Foi professor de Direito Internacional e História Econômica na Universidade Abdou Moumouni de Niamey, tendo acompanhado o presidente Hamani Diori em missão oficial à Adis Abeba, na fundação da Organização da Unidade Africana (1963).
Obteve o título de doctorat d'État em Filosofia da História pela Sorbonne, com a tese Civilisations et lois historiques, sob orientação de Raymond Aron. Posteriormente, obteve diploma em Filologia pelo INALCO.
Após 1984, voltou à Europa, reassumiu atividades com a Casa Românească e com instituições culturais romenas no exílio. Foi colaborador ativo da Radio Free Europe e dividia seu tempo entre Paris e Munique, com visitas ao Canadá e aos Estados Unidos.

### Pós-1989
Djuvara retornou à Romênia após a Revolução Romena de 1989. Entre 1991 e 1998, foi professor associado na Universidade de Bucareste. Nos anos 1990, destacou-se como crítico dos rumos políticos do país, especialmente das Mineríadas e do governo da Frente de Salvação Nacional.
Filiou-se ao Partido Nacional Liberal (Romênia), criticou a incapacidade do presidente Traian Băsescu de realizar reformas após a adesão do país à União Europeia, e expressou receio de que ex-membros da Securitate ainda detinham poder. Era também um crítico do multiculturalismo europeu.
Em agosto de 2016, ao completar 100 anos, foi condecorado com a Ordem da Estrela da Romênia. Sua última aparição pública foi em 5 de dezembro de 2017, em uma entrevista na qual lamentou a morte do rei Miguel I da Romênia.
Faleceu em Bucareste, em 25 de janeiro de 2018, de pneumonia, aos 101 anos e 147 dias. Foi sepultado no Cemitério Bellu.
Djuvara deixou uma filha, netas e bisnetas. A maior parte de sua obra em romeno foi publicada pela Editora Humanitas.

## Trabalhos como historiador
Grande parte da obra de Djuvara trata da história da Romênia e do povo romeno, embora também tenha abordado temas de filosofia da história, questionando a existência de uma "história verdadeira".
Defendia pesquisas aprofundadas sobre áreas ainda pouco exploradas da história romena, o que gerava críticas por supostamente minar a identidade nacional. Djuvara questionava a precisão científica da historiografia romena desde 1918 e propôs hipóteses controversas sobre a origem dos romenos, como a de que a maioria da nobreza medieval seria de origem cumana.
Escreveu extensivamente sobre a posição da Romênia entre o Oriente e o Ocidente, considerando-a a última a ingressar no "concerto europeu". Criticava o multiculturalismo na União Europeia.
Também se opôs à visão excessivamente pró-Ocidente na política da Romênia, argumentando que a sociedade romena não pode ser considerada ocidental, citando a predominância da Ortodoxia, elementos não latinos na língua romena e a história recente.
Djuvara analisou a hegemonia dos Estados Unidos como uma "Guerra de Setenta e Sete Anos" (1914–1991), considerando-a base para a dominação americana sobre a Europa e outras regiões.
Publicou livros para o público jovem, desmistificando a história e abordando figuras míticas como Drácula e Negru Vodă. Também lançou memórias sobre seu exílio.

Afirmava que o marechal Ion Antonescu, governante da Romênia na Segunda Guerra Mundial, era na verdade um albanês da Romênia, ou como ele dizia, um arnăut. O historiador Ion Teodorescu concordava com essa visão.